# 夏の幻
『夏の幻』（なつのまぼろし）は、GARNET CROWの5枚目のシングル。2000年10月25日にGIZA studioから発売された。

## 概要
3ヶ月連続シングルリリースの第2弾。リリースされた時期やタイトルから「夕陽」をイメージさせられる曲である。
アニメタイアップによりロングセラーを記録した。GARNET CROW全シングル中で「夢みたあとで」「Mysterious Eyes」「flying」に次ぐ4位である。（『名探偵コナン』のエンディングとして歌と共に使用された映像も、夕陽をモチーフとしていた。）

## 収録曲
1. 夏の幻 (3:57)
  - 作詞：AZUKI七 / 作曲：中村由利 / 編曲：古井弘人

テレビアニメ『名探偵コナン』10代目エンディングテーマ
少年サンデー全員応募サービスビデオ『名探偵コナン コナンvsキッドvsヤイバ 宝刀争奪大決戦!』エンディングテーマ
この曲には別アレンジバージョンの「夏の幻 (secret arrange ver.)」が存在する（1stアルバム『first soundscope 〜水のない晴れた海へ〜』に収録）。
2006年の全日本国民的美少女コンテストで、グランプリ受賞者の林丹丹が本選の選考で演技と共にこの曲を熱唱したということでニュースに取り上げられた。
NMB48の山本彩がGARNET CROWのなかでも本作が特にお気に入りだと、自身のGoogle+に投稿したこともある。
2. hi-speed スペシャル oneday (4:20)
  - 作詞：AZUKI七 / 作曲：中村由利 / 編曲：古井弘人
3. 夏の幻 (instrumental)

## 収録アルバム
夏の幻
- THE BEST OF DETECTIVE CONAN 〜名探偵コナン テーマ曲集〜
- first soundscope 〜水のない晴れた海へ〜

通常バージョンと「夏の幻 (secret arrange ver.)」を収録。
- Best

「夏の幻 (secret arrange ver.)」を収録。
- THE BEST History of GARNET CROW at the crest...

「夏の幻 (secret arrange ver.)」を収録。
- THE ONE 〜ALL SINGLES BEST〜
- GARNET CROW REQUEST BEST

「夏の幻 (secret arrange ver.)」を収録。
hi-speed スペシャル oneday
- GOODBYE LONELY 〜Bside collection〜